# پتری هلین
پتری هلین (فنلاندی: Petri Helin؛ زادهٔ ۱۳ دسامبر ۱۹۶۹) بازیکن فوتبال اهل فنلاند بود.
از باشگاه‌هایی که در آن بازی کرده‌است می‌توان به باشگاه فوتبال هلسینکی، ایکست اف اس، باشگاه فوتبال دنیزلی اسپور، باشگاه فوتبال لوتون تاون، و باشگاه فوتبال استوک‌پورت کانتی اشاره کرد.
وی همچنین در تیم‌های ملی فوتبال زیر ۲۱ سال فنلاند و فنلاند بازی کرده‌است.